# Gwiezdne dukaty
Gwiezdne dukaty (niem. Die Sterntaler) – niemiecki film familijny z 2011 roku, należący do cyklu filmów telewizyjnych Najpiękniejsze baśnie braci Grimm. Film jest adaptacją baśni braci Grimm pt. Gwiazdy dukaty.

## Fabuła
Dziewczynka Mina postanawia wyruszyć w podróż. Po drodze spotyka ubogich ludzi, którym postanawia oddać wszystkie swoje oszczędności i najcenniejsze rzeczy. Dziewczynka twierdzi, że im bardziej się one przydadzą niż jej. Niebiosa są dumne z postawy dziewczynki i pewnej nocy z nieba spadają gwiazdy, które na ziemi przemieniają się w złote monety. 

## Obsada[1]
- Meira Durand: Mina
- Thomas Loibl: król
- Juliane Köhler: królowa
- Rufus Beck: Caspar
- Eisi Gulp: przewoźnik
- Axel Prahl: Grobian
- Gruschenka Stevens: Marianne
- Patrick Hellenbrand: tata
- Judith Durand: mama
- Bene Gutjan: pan Flix, pies (głos)
- Nic Romm: Müller
- Klaus Münster: najstarszy mieszkaniec
- Paul Alhäuser: Johannes
- Lorenz Willkomm: Anton
- Michael Ihnow: rycerz
- Edda Köchl: praczka
- Caspar Leon Girod: syn Grobiana
- Marcus Gawliczek: portier
- Sara von Heland: dziewczynka w lesie
- Liane Forestieri